# مصطفى عروف
مصطفى حامد محمد عروف (8 يونيو 1958 - الناظور، 10 فبراير 2025 - مليلية)   كان نحاتًا إسبانيًا .

## سيرة
ولد مصطفى حامد محمد عروف في الناظور سنة 1958م وبدأ دراسته الفنية في مدرسة الفنون والحرف بمدينة مليلية حيث حصل على جائزة ودبلوم وزارة التربية والتعليم سنة 1977م. وبعد فترة من الوقت، في عام 1981، فاز بالجائزة الثانية في المسابقة الوطنية للنحت التي أقيمت في كاستيلون. كان مراقبًا في المدرسة البلدية للتربية الفنية بين عامي 1991 و1998، والتي أشرف عليها الفنان المائي الشهير إدواردو موريلاس من عام 1973 إلى عام 1997. حصل بعد ذلك على وظيفة في إدارة مدينة مليلية المستقلة، حيث قام بأعمال الترميم في المتحف الأثري .
كانت مهنته المبكرة هي الرسم والنحت، وعلى الرغم من أنه عمل أيضًا بمواد مثل الخشب والحجر (في هولندا) والبرونز، إلا أنه كان يعبر عن فنه بشكل أفضل بهذه المواد.
وفي منتصف ثمانينيات القرن العشرين، انتقل إلى ألمانيا حيث أنتج أعمالاً مختلفة وعرضها في "كاسا دي إسبانيا" في فرانكفورت. بعد إقامة قصيرة في هولندا، سافر إلى مدريد في تسعينيات القرن العشرين، وهي فترة فنية للغاية، حيث عمل مع MAGISA Bronze Foundry وArt Gallery Serie.
في مدريد، التقى بالنحاتين مارتين شيرينو ، وخوسيه لويس سانشيز فرنانديز ، وخوان بورديس، وخوان أسينسيو ، المرتبطين بجماليات التجريد الهندسي والطبيعة. بعضهم أيضًا إلى الهندسة المعمارية.
مثل مجموع أعماله بالكامل، فإن أعماله النحتية الحضرية - المعروضة في الساحات والشوارع والطرقات والمتنزهات والحدائق في بلدان مختلفة - ومنحوتاته العامة - المعروضة في مراكز إدارات مختلفة - تقدم تنوعًا كبيرًا، حيث تجمع بين العناصر الفنية الشكلية (الزخرفية) والعناصر التعبيرية (المفاهيمية).
تتكون مجموعة من أعماله -التي روجت لها مؤسسات عامة أو خاصة، ونفذها منذ بداياته كنحات، في عام 1985، وحتى اليوم- من تماثيل نصفية أو تماثيل لشخصيات مشهورة ولدت في مدينة مليلية أو مرتبطة بها: إلى التدريس (خوان كارو روميرو، 1985)، إلى الرسم ( فيكتوريو مانشون ، 1992)، إلى الأدب والتمثيل المسرحي (الكاتب المسرحي فرناندو أرابال ، 1994، والشاعر ميغيل فرنانديز ، 1994، والممثل والمخرج المسرحي أنطونيو سيزار خيمينيز سيجورا ، 2007)، وإلى الهندسة المعمارية ( إنريكي نييتو ، 2008).  وتتكون مجموعة أخرى من المنحوتات الأكثر طليعية، مع تناقضات قوية في تصميمها: مسطحة / حجمية، ناعمة / خشنة، صلبة / ناعمة، وفوق كل شيء، قطرية / دائرية، مع أرباع القمر التي تعطي أعمالهم توازنًا ديناميكيًا وتوترًا.
في عام 1997، تم افتتاح عمل Encuentros (لإحياء الذكرى المئوية الخامسة لتأسيس مليلية كمدينة إسبانية)، وهو أعظم منحوتاته وأكثرها شعبية، على الرغم من أنه ليس الأكثر نجاحًا في رأي مبتكره. توجد نسخة طبق الأصل من نصفها في حديقة خوان كارلوس الأول في مدريد، وفي أسفلها توجد السوناتة التي كتبها فرناندو أرابال والتي نُسخت على النحو التالي: 
يقع التمثال على ساحة عشبية كبيرة، حيث يمكن رؤية جميع زواياه. في عام 2017، أدرجت صحيفة ABC مقالاً في قسم السفر بعنوان المنحوتات والزوايا الأساسية التي يجب رؤيتها في حديقة خوان كارلوس. أنا مدريد ، حيث يتم تقديم وصف موجز للعمل وإدراج صورة له.
توجد نسخة أخرى من النصف الآخر في حديقة الثقافات الثلاث، في مدينة توليدو منذ مارس 2001. 

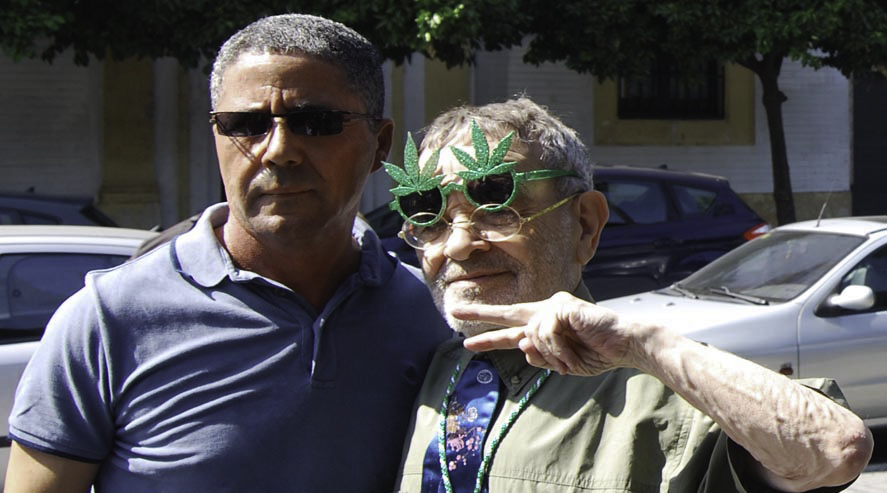
مصطفى عروف وفيرناندو أرابال

El escultor —consciente de que un autor no debe interpretar su obra puesto que la composición en el arte de ocupar el espacio depende, más que en cualquier otra disciplina, del punto de vista— hace aquí una excepción con limitaciones:
في عام 1998، شاركت في المعرض الأنطولوجيا باريس لافانجارديا إلى جانب أعمال بيكاسو ، دالي ، ساورا ، بولوك ، فرنانديز مولينا ، وارهول ، أنطونيو بينيتو وغيرهم من الفنانين. فضاء أرابال الذي أنشأه فرناندو أرابال في إيطاليا، في فيلا سان كارلو بوروميو (سيناجو-ميلانو) باستخدام الأموال الفنية لمجموعة أرابال، والأعمال البلاستيكية للكاتب والأموال الببليوغرافية، وهي مجموعة من الأعمال والوثائق ذات القيمة الفنية والثقافية العظيمة التي قدمها الكاتب المسرحي والمخرج السينمائي والروائي والشاعر والرسام للدولة الإسبانية. أقيم المعرض يومي 23 مايو و23 سبتمبر. وبحلول ذلك العقد، أصبحت فيلا بوروميو بالفعل مكانًا للتبادل الفكري والفني المكثف. مكان للمعارض والمؤتمرات والندوات المرموقة حول مواضيع متنوعة والاتصالات والعلاقات متعددة التخصصات بين عوالم الفنون والأدب والعلوم والتكنولوجيا والمالية، وقد اكتسب لقبًا معترفًا به من قبل العديد من المثقفين كمكان للنهضة الثانية.
في العام التالي شارك في رؤى فرناندو أرابال ، وهو معرض نظمه اتحاد متاحف المجتمع الفالنسي، وصممه وأشرف عليه خوسيه فيسينتي مارتين بالتعاون مع إينوسينسيو جاليندو، والذي أقيم في متحف مدينة فالنسيا ، من 2 نوفمبر إلى 12 ديسمبر، مع التركيز ليس كثيرًا على العمل الغزير لهذا المؤلف، ولكن على إبداعات العديد من المؤلفين والفنانين الآخرين الذين اتحدوا معه من خلال روابط الصداقة المشتركة والعميقة. يقدم هذا المعرض أعمال أروف فرناندو أرابال (الحديد والكولاج الفوتوغرافي)، والتي تقع في سياق الاستجابة للبنية الهرمية والعقائدية للسريالية والتي تعتبر الذاكرة والصدفة عناصر أساسية في الإبداع الفني. ثم جال المعرض وتم عرضه في سوق الأسماك في أليكانتي من 28 ديسمبر 1999 إلى 30 يناير 2000. خلال العام الماضي، تم عرضه أيضًا في متحف بابلو سيرانو آنذاك - وهو حاليًا المعهد الأراغوني للفن والثقافة المعاصرة (IAACC) - في سرقسطة، من 23 فبراير إلى 16 مارس؛ في مدريد، في دائرة الفنون الجميلة ، من 22 مارس إلى 23 أبريل، وفي معهد ثيربانتس في لشبونة، من 7 يونيو إلى 7 يوليو.
في عام 2002، قامت بتطوير مجموعة من المنحوتات النسائية، فينوس دي أروف ، والتي روجت لها إدارة الأشغال العامة في مليلية، والتي قررت في ذلك العام تخصيص واحد في المائة من ميزانيتها الثقافية لتجميل المدينة. وهي أعمال ذات انتماء جمالي تصويري، مع صياغة هندسية وسيطرة على الدوران الحلزوني. من وجهة نظر فنية، تقدم سلسلة المنحوتات خصائص جمالية مشتركة: عدم الانتهاء ، ونسب على هامش القواعد الكلاسيكية والحديثة، وكثرة المنحنيات، والمبالغة المفاجئة، والمنظورات المتعددة وتقاطع الأحجام. مزيج يستخدمه أروف لبناء عالم خيالي واضح لتمثيل النساء كرموز للحياة والجمال والقوة. تمزج المنحوتات بين ثلاثة أنماط رئيسية (التكعيبية، والتعبيرية، والسريالية)، والتي تم دمجها أيضًا مع عناصر أخرى كانت تعتبر دائمًا أنها تنتمي إلى تخصصات الفنون البصرية الأخرى.
في عام ٢٠٠٦، أطلقت مشروعًا لأعمال تجريدية، بهدف تقريب الفن والنحت من منطقة الريف (المغرب). وبعد بضع سنوات، أصبحت هذه الأعمال جزءًا من معرض تكريمي للفنانة التشكيلية دنيا واليت، ابنة تطوان التي عاشت ودرست وعملت في برلين. فنان توفي سنة 2009 عن عمر ناهز 50 سنة، في وقت بدأ فيه الفن المعاصر في المغرب يظهر بوادر ازدهار، تميزت بافتتاح عدد كبير من المعارض والمراكز الفنية.
وبمناسبة هذه المناسبة وبمناسبة ليلة الصالات، نظمت مؤسسة CDG معرضا مؤقتا للفنان مصطفى عروف في قاعة الفنون Espace Expressions (ساحة مولاي الحسن، الرباط)، والذي أقيم في الفترة من 27 يونيو إلى 28 سبتمبر 2012، حيث يقدم النحات تعدد الألوان بشكل خفي في عمله.
وفي السنوات اللاحقة عاد إلى التجريد الهندسي. يعكس تصميم أعماله مفاهيم رياضية مختلفة: هندسة متعددات السطوح، وطوبولوجيا الأسطح، والتحولات المتساوية القياس للفضاء، وما إلى ذلك. نوع من النحت أطلق عليه بعض المؤلفين، مثل ريكاردو زالايا وخافيير بارالو، اسم النحت الرياضي.
في مايو 2020، بسبب الأزمة الصحية الناجمة عن كوفيد-19 ، شاركت في معرض الفن عبر الإنترنت، الذي أشرفت عليه سامينا م. كريم، مدير معرض الفنون المسمى "معرض مرينموي للفنون" في شيتاغونغ ( بنجلاديش ).
لديه أعمال في الأماكن العامة في المدن التالية:
- أمستردام (هولندا)
- برلين (ألمانيا)
- ولفا (إسبانيا)
- مدريد (إسبانيا)
- مليلية (إسبانيا)
- طليطلة (إسبانيا)
- توريخون دي أردوز (مدريد، إسبانيا)
- ترومسو (النرويج)

توفي في 10 فبراير 2025، عن عمر يناهز 66 عامًا، بسبب مرض السرطان.

## العمل[8]

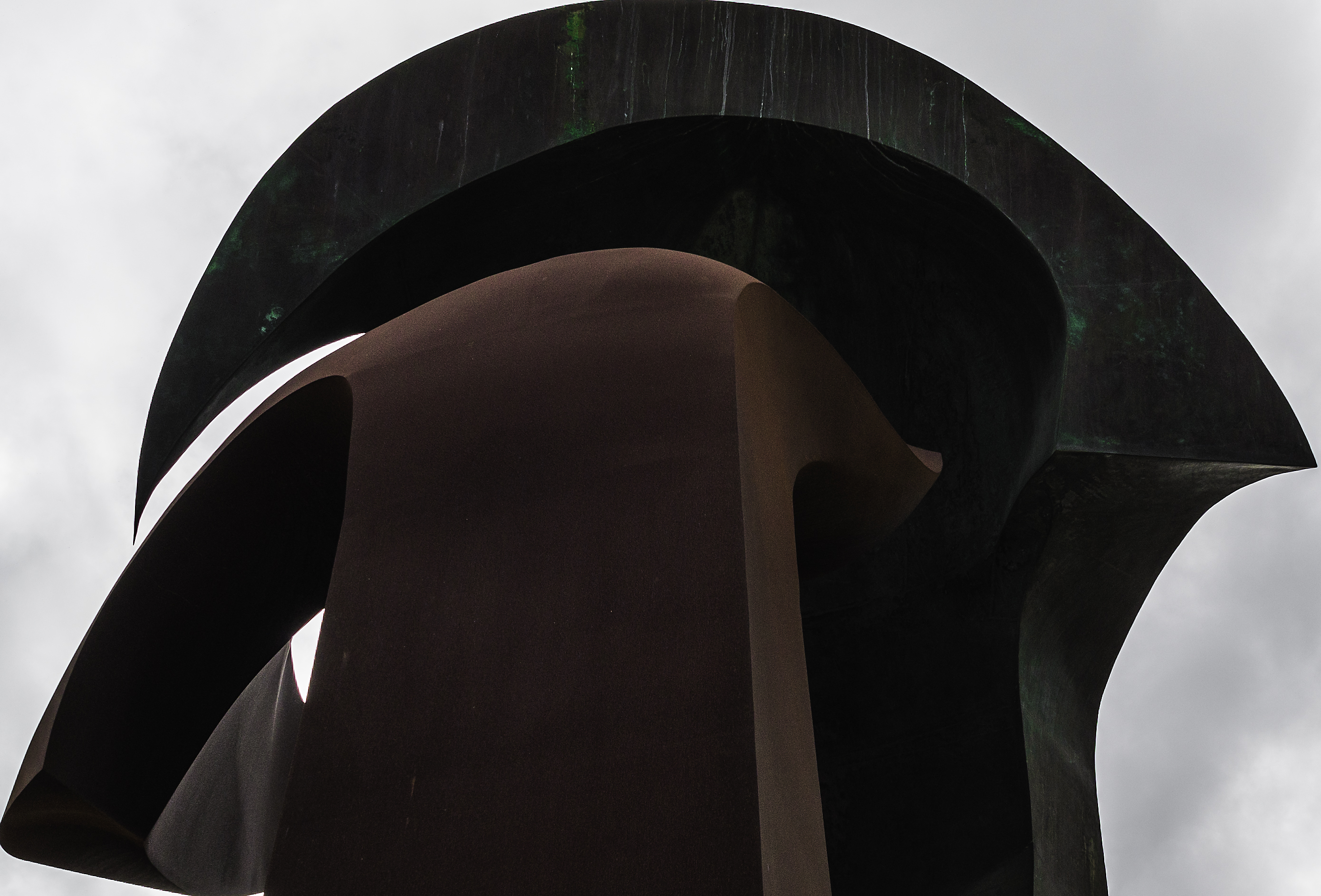
لقاءات (تفصيلية) (مليلية، 1997)

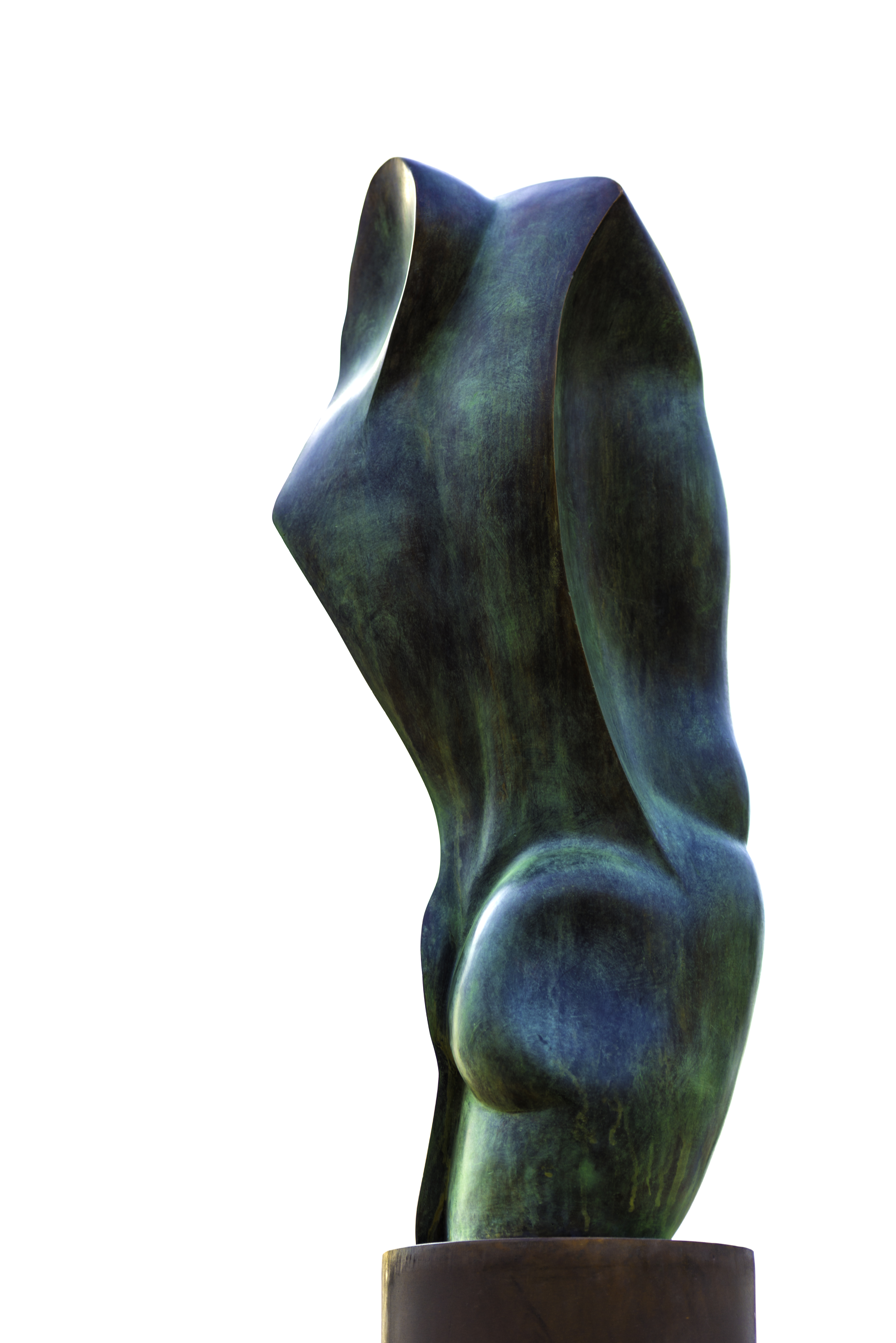
الجذع (مليلية، 2002)

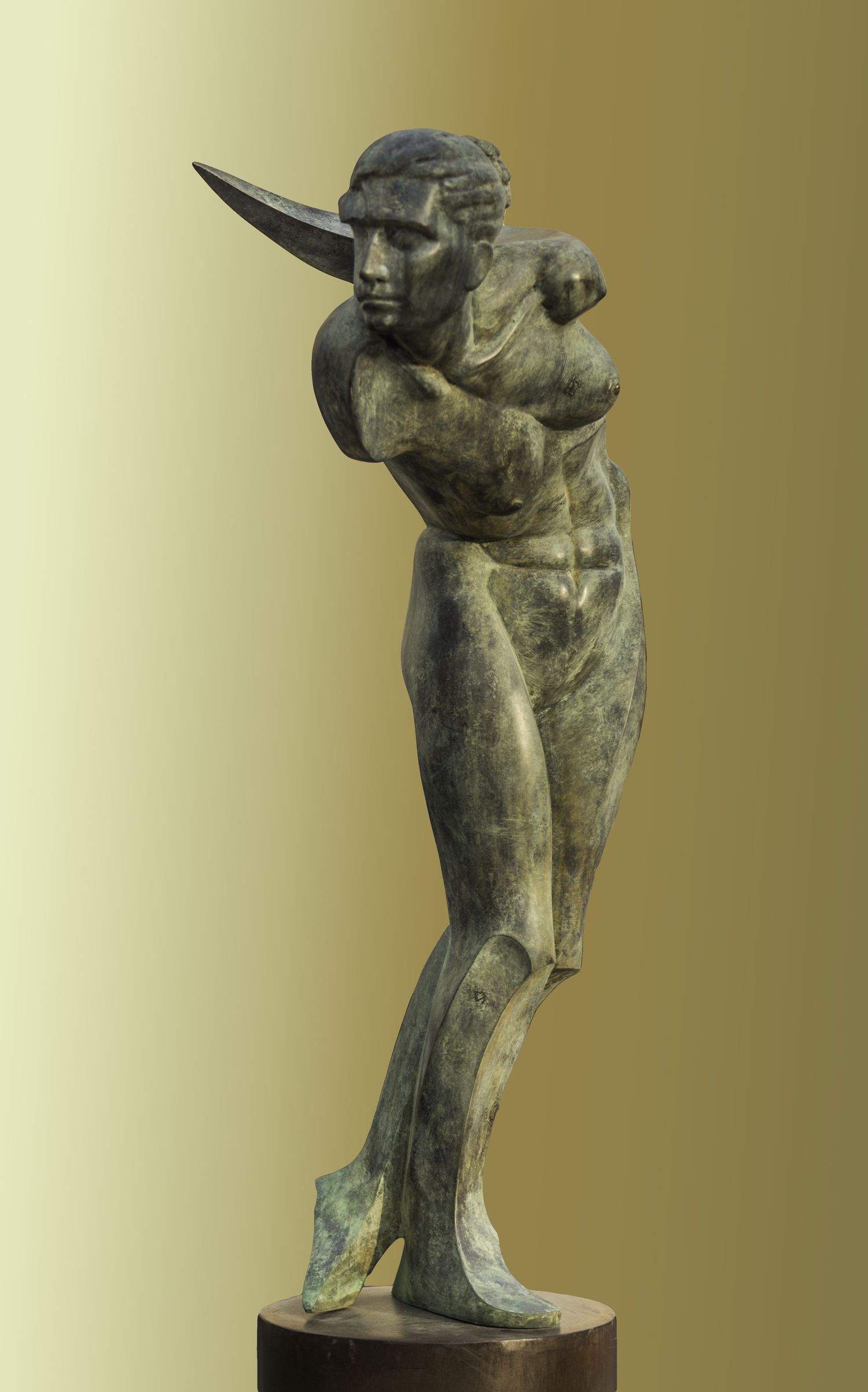
فينوس (مليلية، 2002)

- 1985 – تكريم المعلم د. خوان كارو روميرو (برونزية)
- 1988 - بنك أمبرو (نقش بارز على الحجر) (أمستردام، هولندا)
- 1990 – فرناندو أرابال (ملصقة حديدية وفوتوغرافية، 86 × 89 × 12 سم)
- 1992 - الطائر (برونزية). متحف أندريس غارسيا إيبانييز للفن الحديث والمعاصر
- 1992 – أشكال متشابكة (حديد)
- 1992 – تمثال نصفي لفيكتوريو مانشون (برونز، 45 سم)
- 1993 – الجذع (برونز وفولاذ كورتن)
- 1994 – تكريم فرناندو أرابال (برونزية)
- 1994 – تكريم للشاعر ميغيل فرنانديز (برونزية)
- 1997 – لقاءات (برونزية وفولاذ كورتن، 12 و10 أمتار)
- 1998 - جذع (برونزية) خارج حديقة متحف الفن الحديث في ترومسو (النرويج)
- 1998 – لقاءات (برونزية، 12 مترًا)
- 1999 - جذع أنثى (برونزية) توريخون دي أردوز (مدريد)
- 2001 – نصب تذكاري للملازم فرانسيسكو خيسوس أغيلار فرنانديز (برونزية)
- 2002 – امرأة (برونزية): عشرة منحوتات تقع على ممشى فرانسيسكو مير بيرلانجا (مليلة).
- 2007 – نصب تذكاري لأنطونيو سيزار خيمينيز سيجورا (برونز وحديد)
- 2007 - بيكاسو، ثلاثة عصور ( تحية إلى بابلو رويز بيكاسو ) (مالقة).
- 2008 – نصب تذكاري لإنريكي نييتو إي نييتو (برونزية)
- 2013 - جراء عيد الحب (برونزية) [9]
- 2017 - الفضاء (الفولاذ المقاوم للصدأ مع لمسة نهائية لامعة)

لا يوجد تعيين زمني:
- نقش تذكاري للرئيس التنفيذي لشركة GASELEC، خورخي أ. إسبيخو كريسبو (برونزية)

- نقش تذكاري لـ د. خوسيه كابانيلاس روخاس (برونزية)

في أبريل 2018، نشر كتاب "الفضاء في تشيلي"، وهو عمل يوضح المسيرة الفنية المتميزة للفنان في مجال الصور.

## المعارض
- 1986 مصطفى عروف ، دار إسبانيا، فرانكفورت، ألمانيا
- 1989 حسن بنسيامار - مصطفى عروف ، دار الثقافة فيديريكو غارسيا لوركا. معرض برعاية المديرية الإقليمية للثقافة، مليلية (20-30 نوفمبر)
- 1992 معرض استعادي ، قاعة المكتبة العامة الحكومية، مليلية (افتتح في 14 أكتوبر)
- معرض الفن الحديث الدولي 1997 ( إستامبا )، مدريد، إسبانيا
- سلسلة معرض الفنون 1997 . معرض جماعي (مدريد).
- جائزة أسبوع الفيلم الدولي لعام 1997. جائزة مدينة مليلية. تمثال "لقاءات"
- 1998 جزء من مساحة Avant-Garde/Arrabal ، فيلا سان كارلو بوروميو، ميلانو. إيطاليا. معرض جماعي (من 23 مايو إلى 23 سبتمبر)
- 1999: رؤى فرناندو أرابال ، متحف مدينة فالنسيا (من 2 نوفمبر إلى 12 ديسمبر).
- 2000: عرضت رؤى فرناندو أرابال في متحف بابلو سيرانو في سرقسطة، من 23 فبراير إلى 16 مارس.
- سلسلة معرض الفنون 2000 . معرض جماعي (مدريد)
- منتدى 2004 . معرض جماعي (برشلونة)
- 2006 مليلية سفراد ، مؤسسة غازيليك، مليلية (29 مارس إلى 30 أبريل)
- 2012 تكريم دنيا واليت ، مؤسسة CDG، الرباط (27 يونيو - 28 سبتمبر)
- معرض فني عبر الإنترنت لعام 2020 خلال فترة الوباء ، معرض مرينموي للفنون، شيتاغونغ (بنغلاديش) (8-31 مايو)

## الجوائز والأوسمة
- الجائزة الوطنية الثانية في بينالي كاستيلون للنحت (مع عمله "الأم") (1981).
- مدينة مليلية المستقلة تخصص له شارعًا (2003). [10]
- جوائز سور، 2006 (تهدف إلى تكريم سكان مليلية المتميزين والمستحقين لهذا التميز أو الأجانب الذين يحملون مدينة مليلية في قلوبهم. الفائز بهذه الجوائز، على سبيل المثال، كان الكاتب أرتورو بيريز ريفيرتي ).

## معرض الصور

### المنحوتات التصويرية

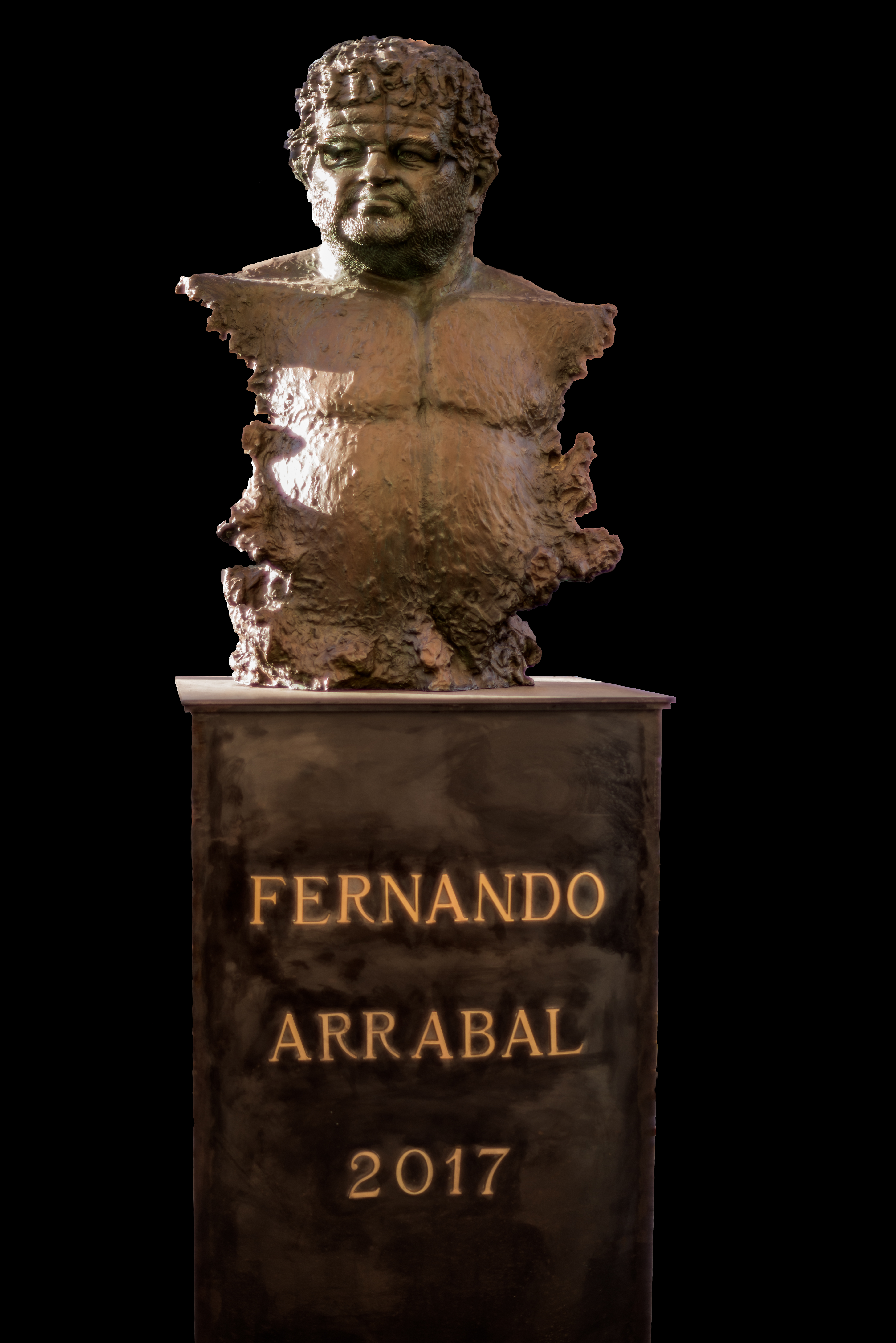
تكريمًا لفرناندو أرابال ، 1994
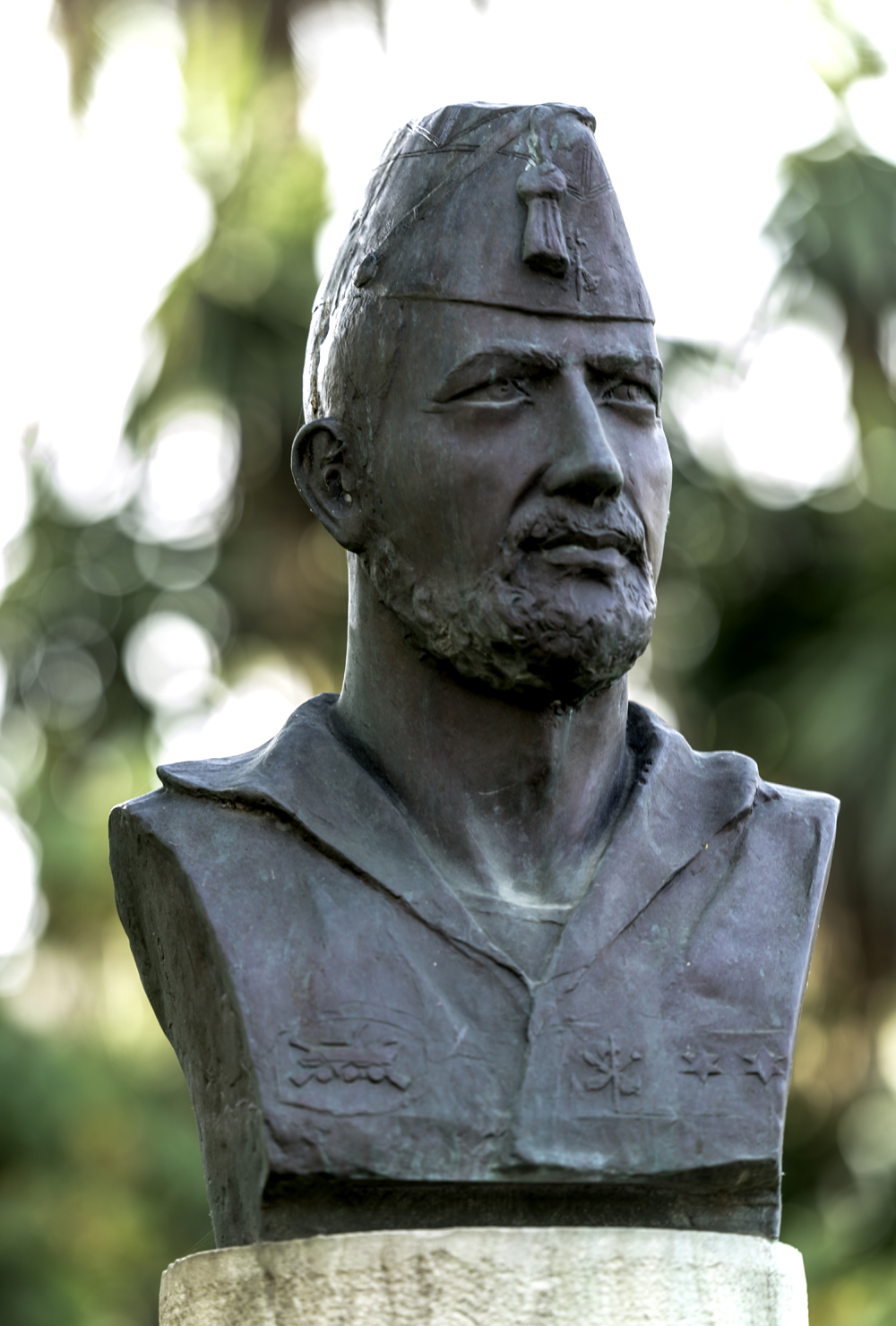
نصب تذكاري للملازم فرانسيسكو خيسوس أغيلار فرنانديز، 2001
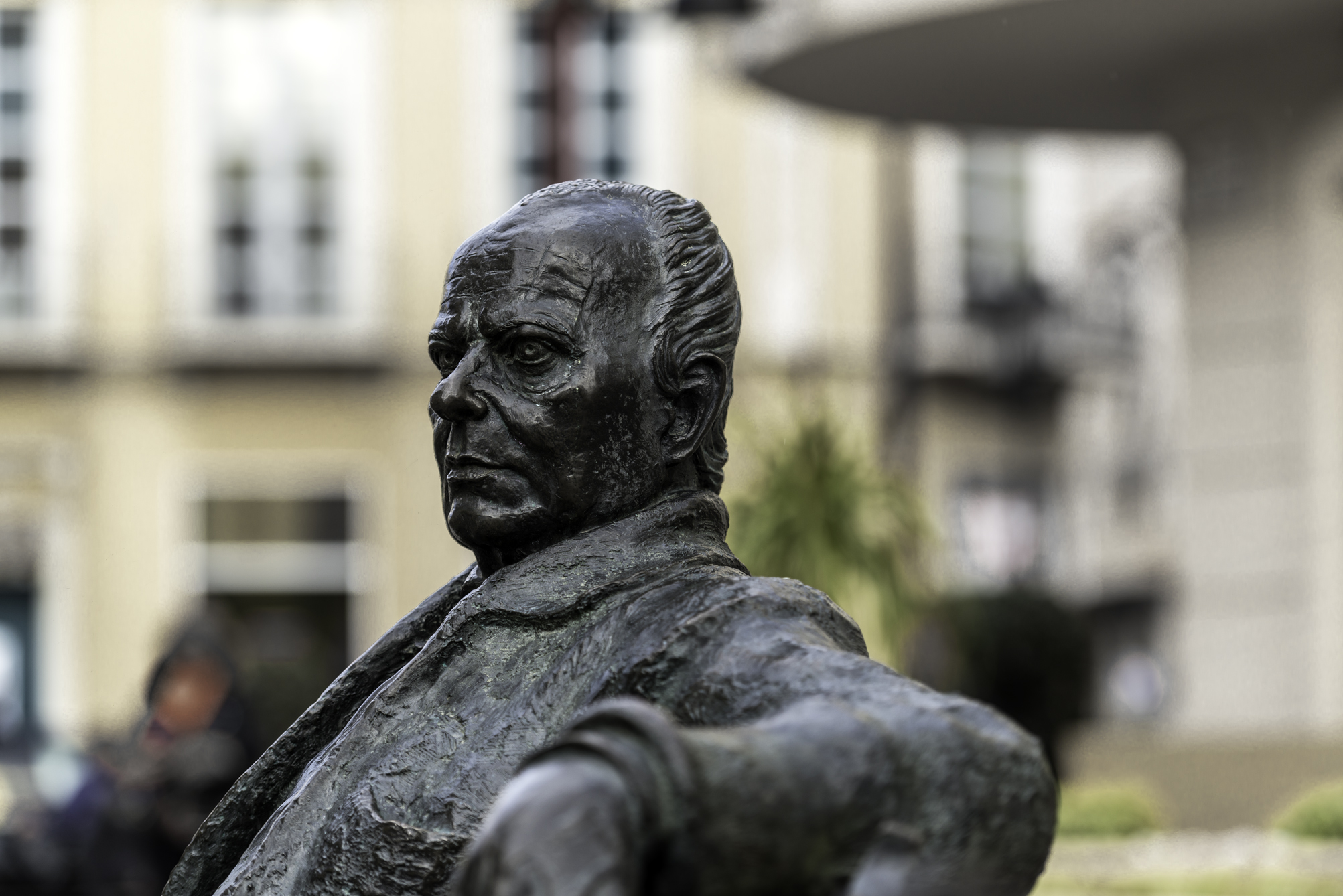
نصب تذكاري لأنطونيو سيزار خيمينيز (مليلية، 2007)

### منحوتات تعبيرية تصويرية

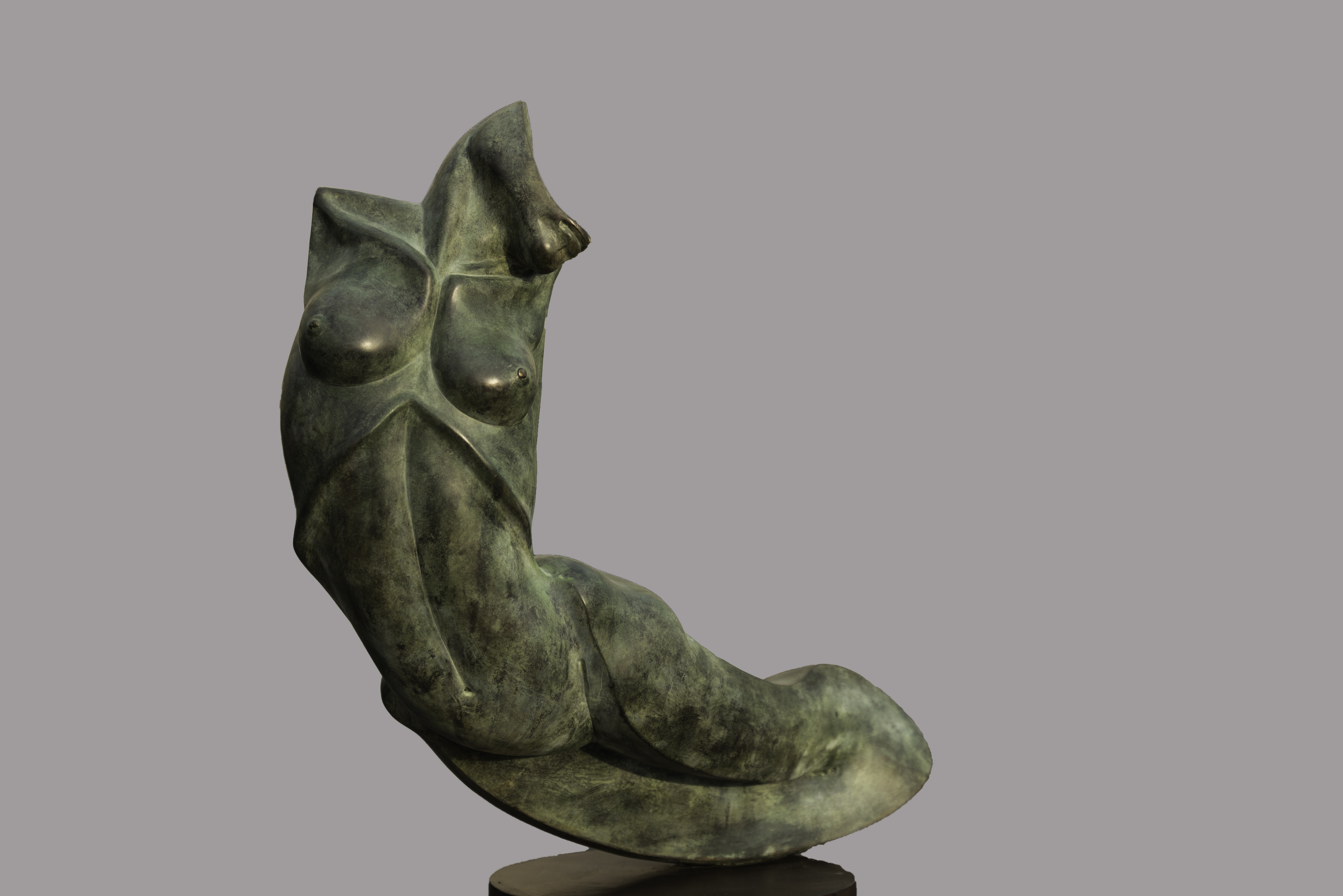
الزهرة، 2002
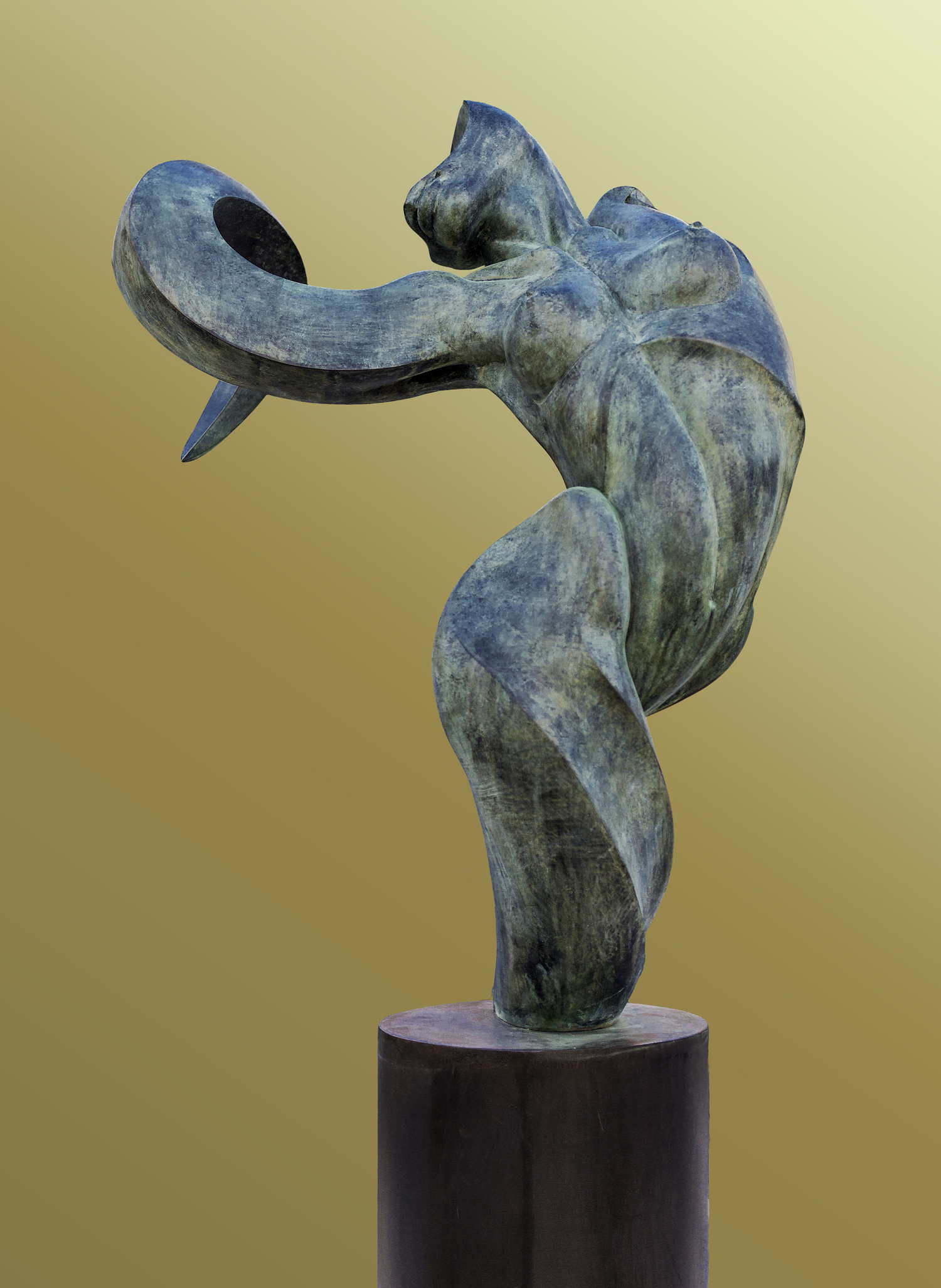
الزهرة، 2002
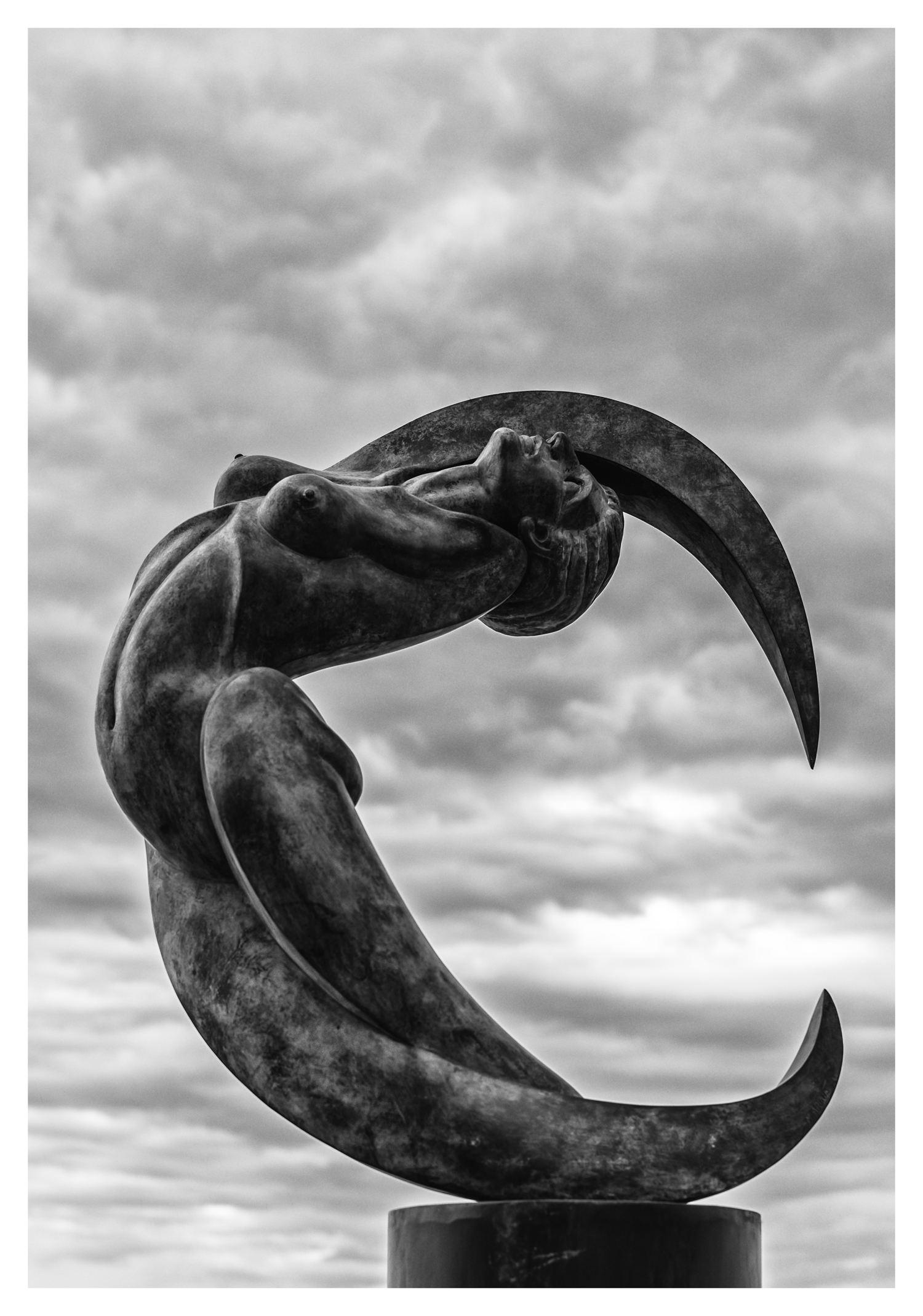
الزهرة، 2002
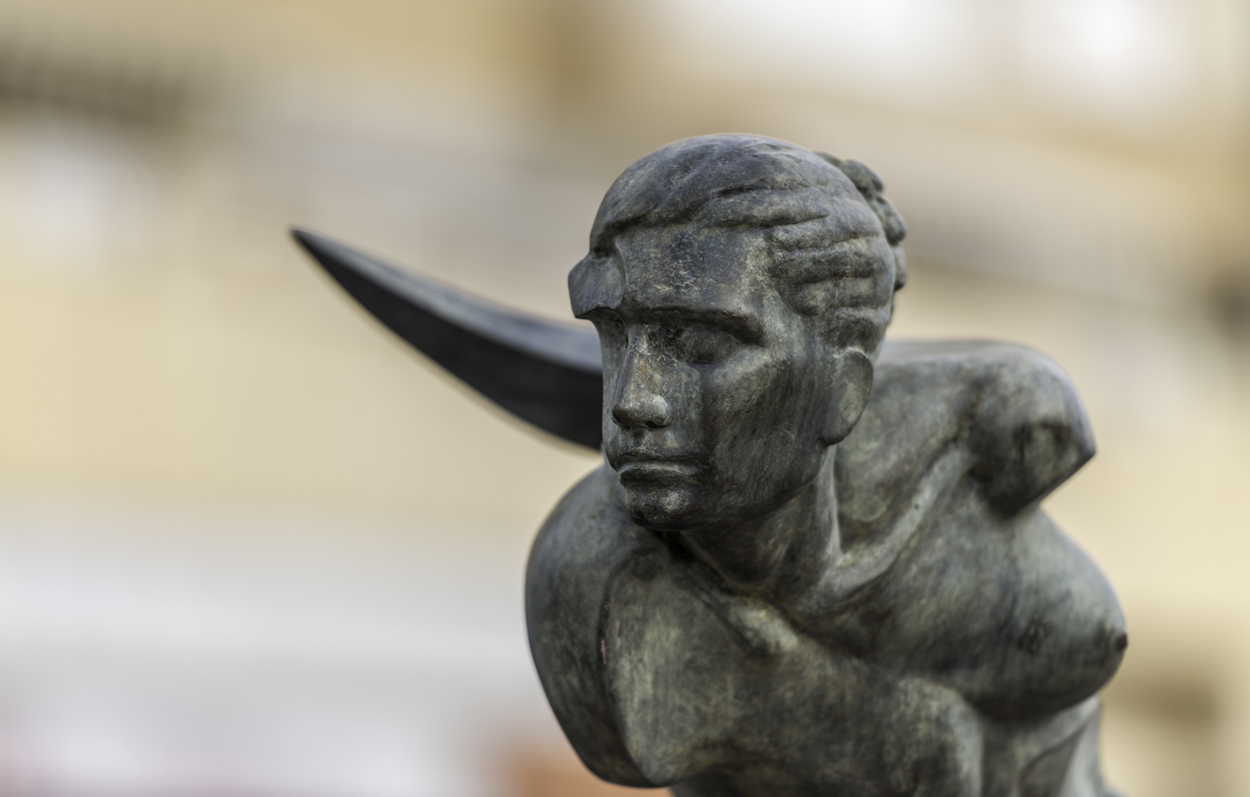
الزهرة، 2002
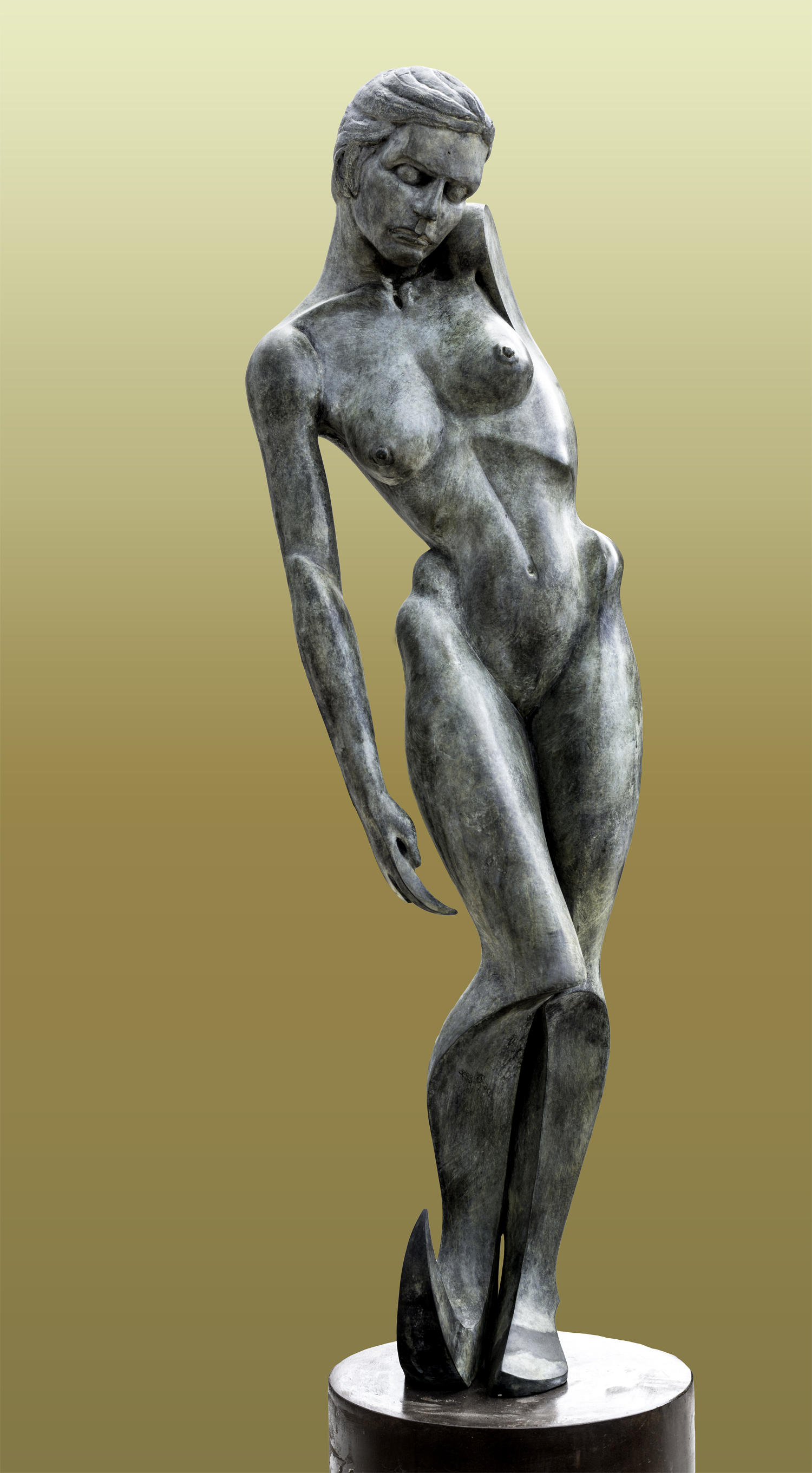
الزهرة، 2002
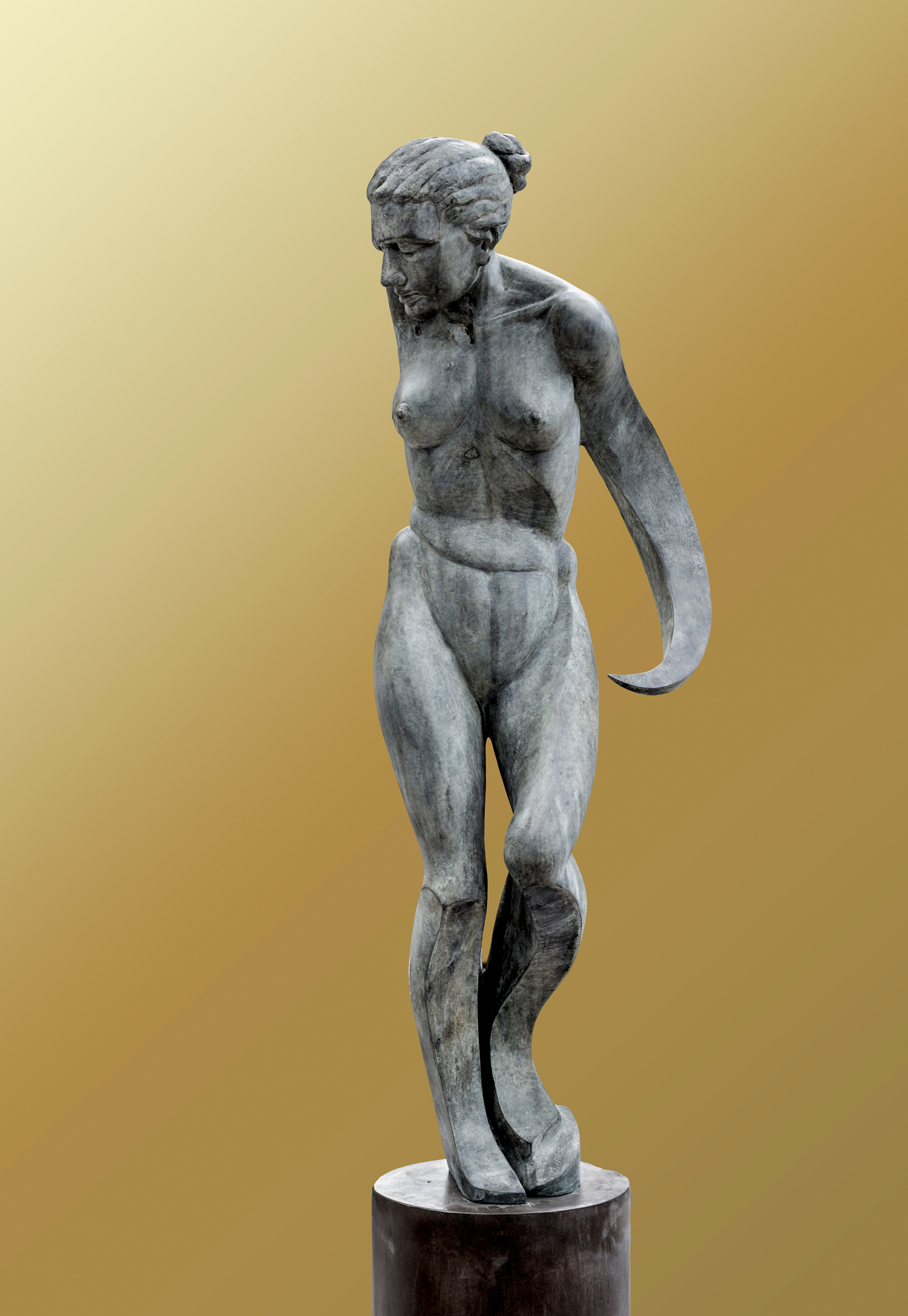
الزهرة، 2002
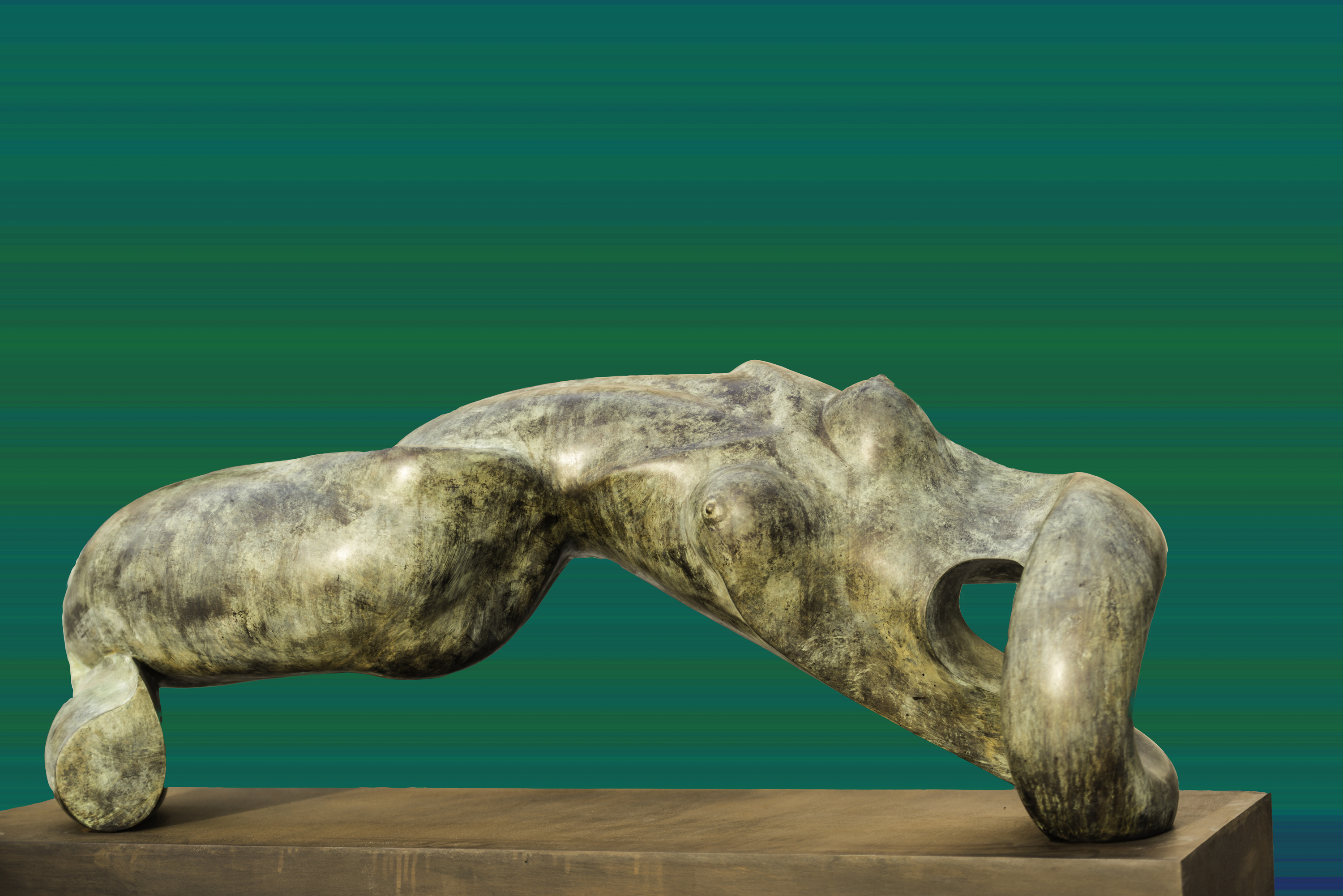
الزهرة المتكئة، 2002

### المنحوتات التجريدية

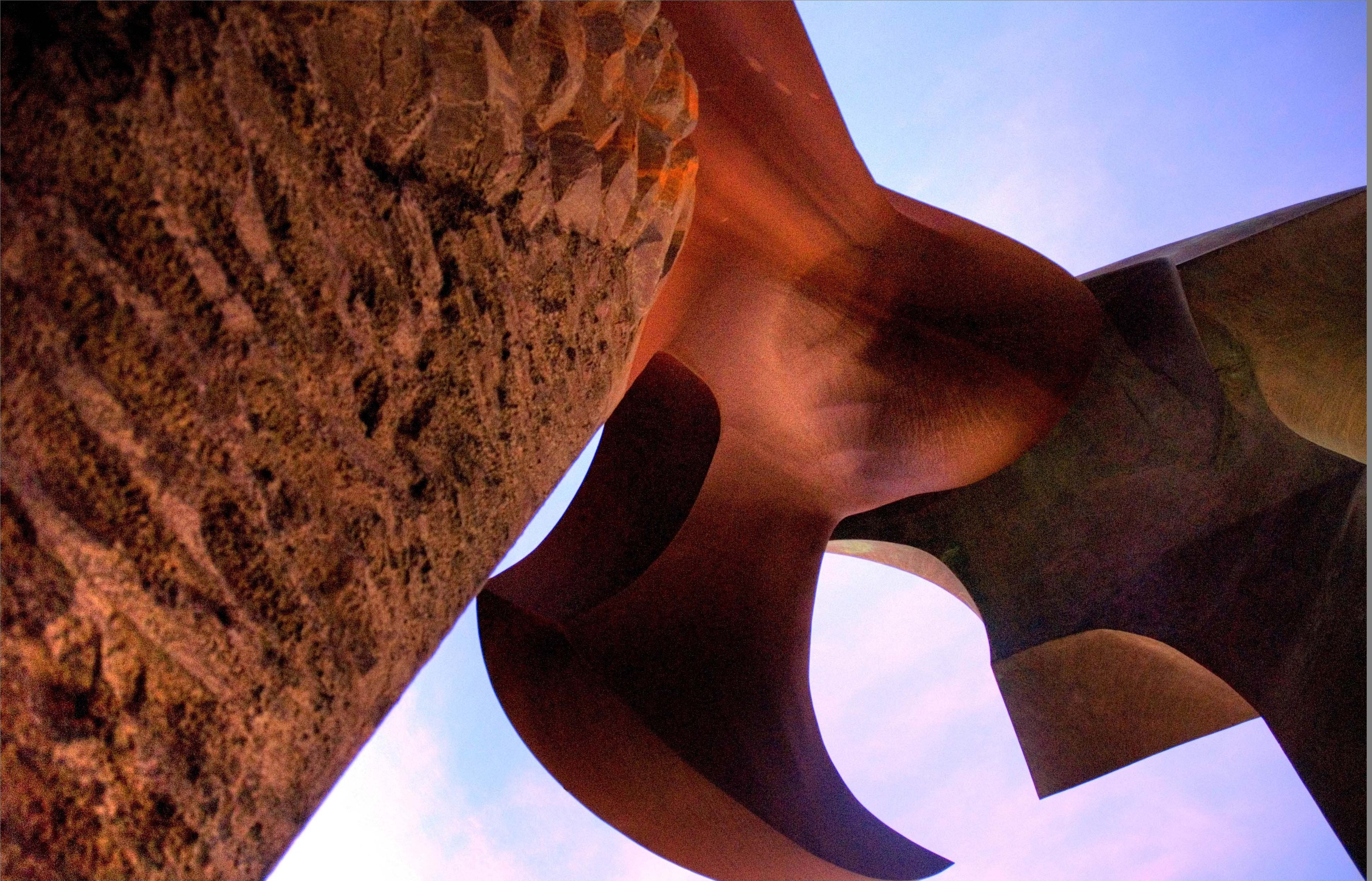
الاجتماعات ، 1997 (مليلية)
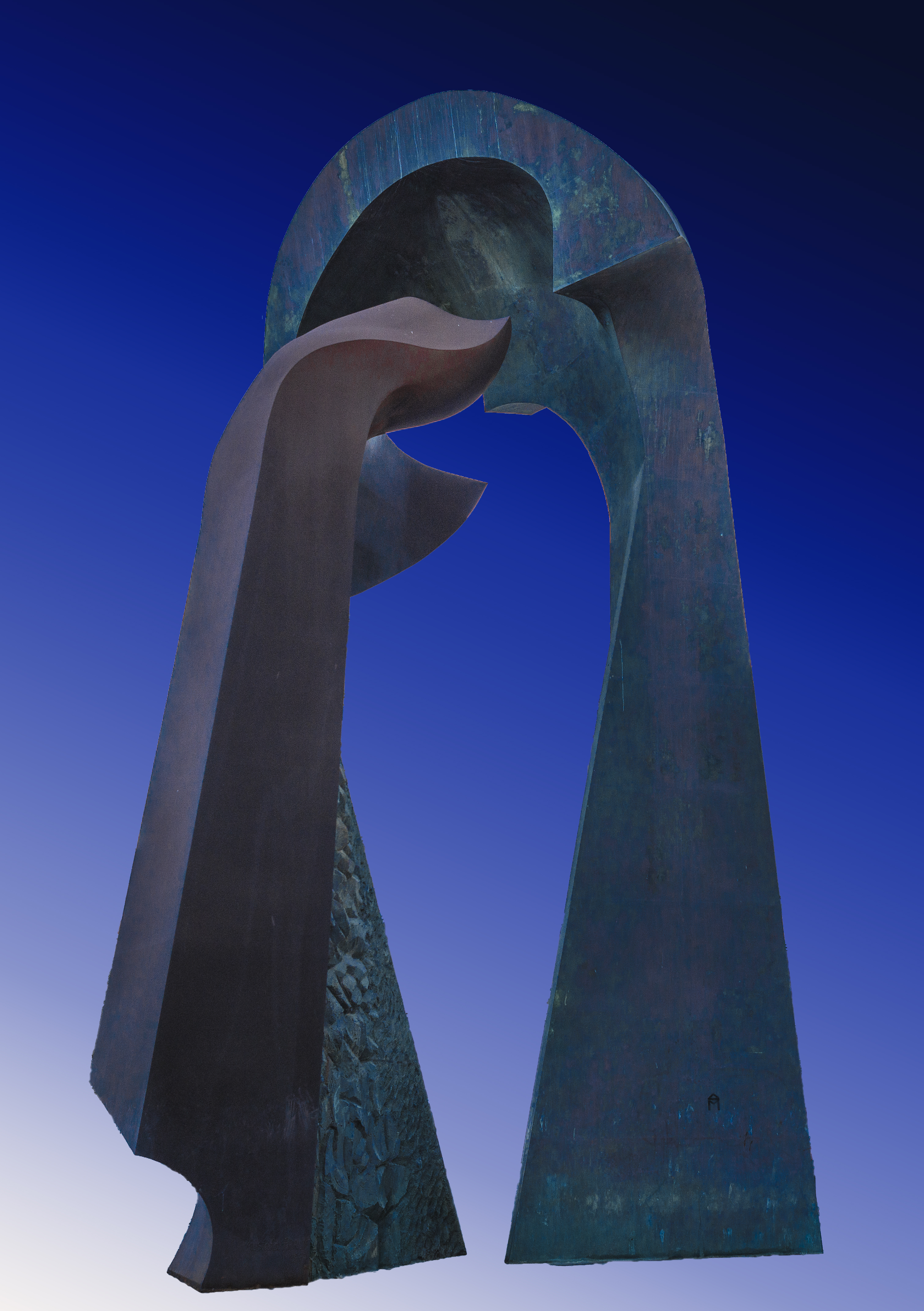
الاجتماعات ، 1997 إحياء الذكرى المئوية الخامسة لتأسيسها الإسباني (مليلة)

## الخطة: النحت الحضري
أسطورة

## روابط خارجية
- Escultura Urbana
- Online Art Exhibition
- Teniente Francisco Jesús Aguilar Fernández 3D MODEL